# Piscina do Campo Grande

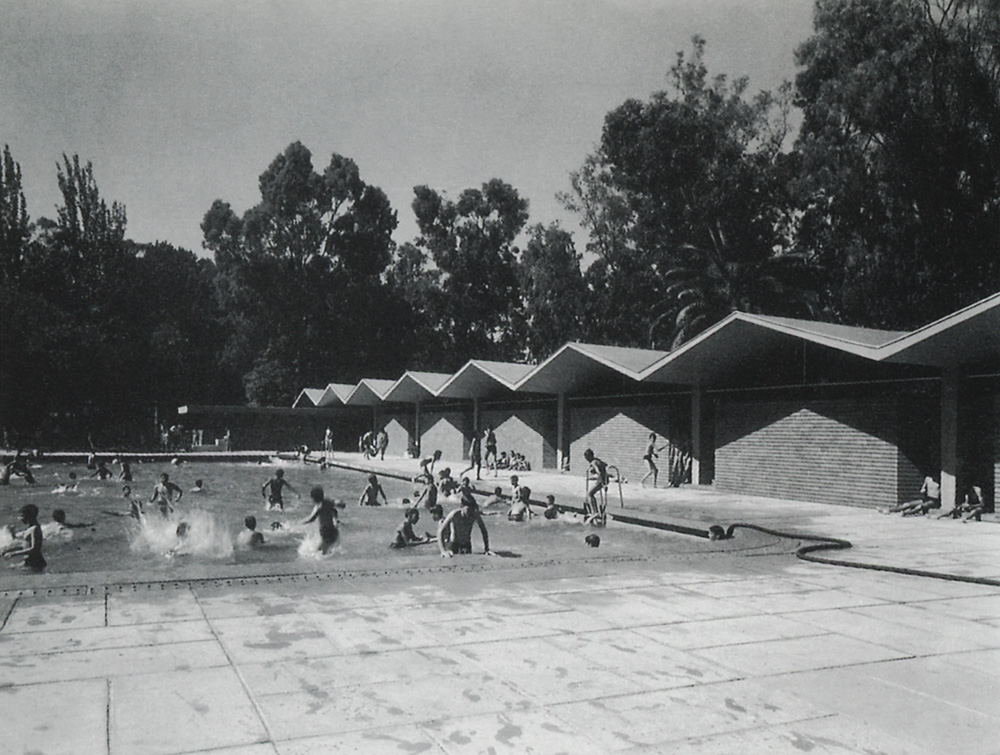
Piscina em 1970

A Piscina do Campo Grande é uma piscina municipal de Lisboa, localizada na zona Sul do Jardim do Campo Grande.
Foi projectada pelo arquitecto Francisco Keil do Amaral e inaugurada em 1964.
Foi durante anos a piscina de referência dos lisboetas principalmente durante o Verão, quando era retirada a cobertura e funcionava como espaço ao ar livre.
Usada em tempos pelo Sporting Clube de Portugal para a prática de natação durante o Inverno.
A partir de 2013 denomina-se GO fit Lisboa – Campo Grande e disponibiliza 4.600 m2 com:
- Piscina de 25m por 12,5m.
- Piscina de aprendizagem.
- 900 m2 de sala de fitness.
- 680 m2 repartidos em 4 salas de actividades colectivas.
- Spa con hidromassagem, sauna, duches de contrastes e banho turco.
- Vestuários.

## Reabilitação
Em Setembro de 2006 foi encerrada por falta de condições de utilização, nomeadamente dos balneários.
O contrato para a reabilitação da piscina foi assinado em 2012 com a Ingesport, um grupo Espanhol, que fica responsável pela reabilitação, reequipamento, exploração e gestão comercial do espaço.
As instalações continuam a ser propriedade da Câmara Municipal de Lisboa e são concessionadas por 35 anos.
As obras deveriam arrancar no início de 2013 e estar terminadas nos 12 meses seguintes. Um investimento de 6,5 milhões de euros.
As piscinas estavam previstas abrir de novo no verão de 2016 mas ainda se encontram em fase inicial de construção.